# Werner-von-Melle-Büste

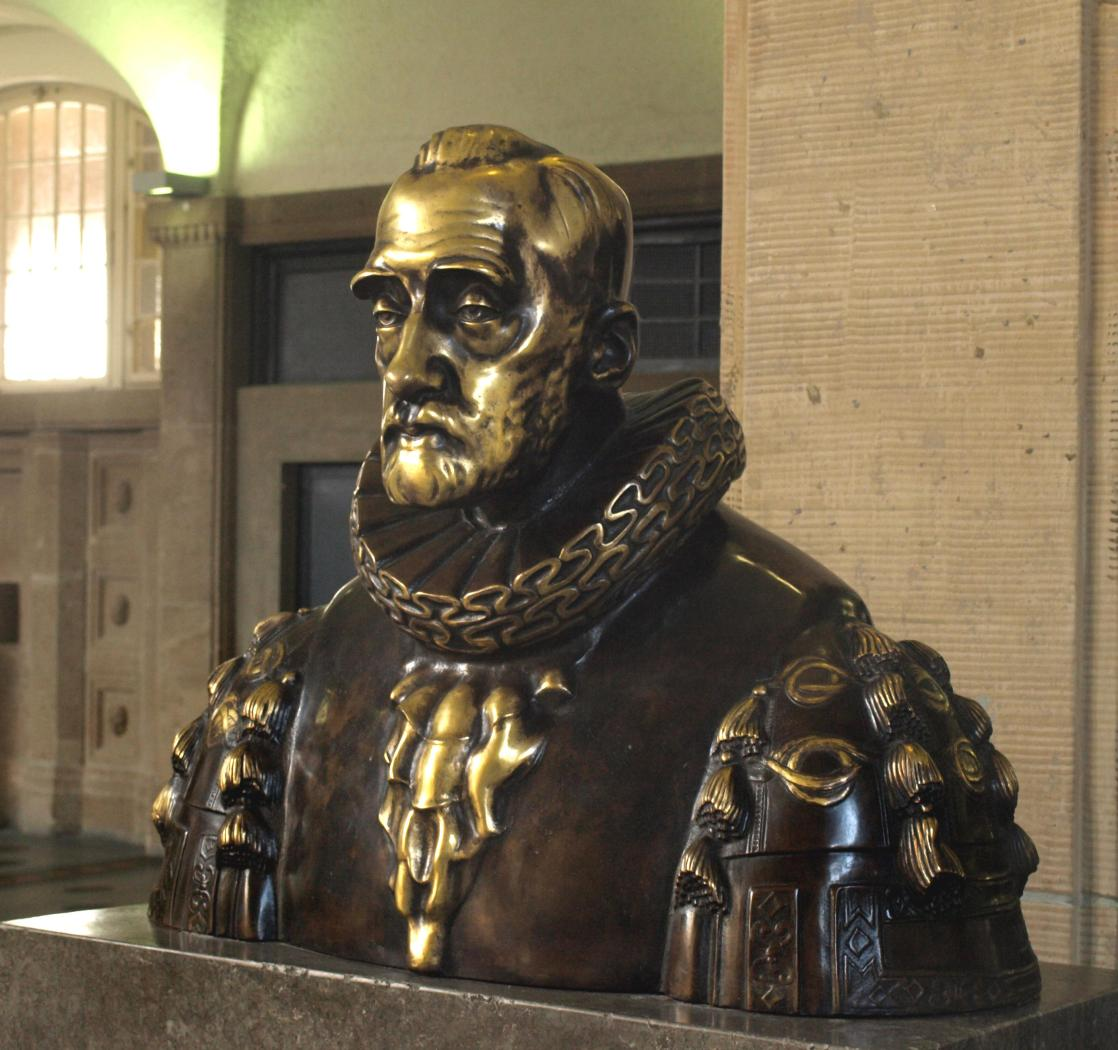
Büste Werner von Melles im Hauptgebäude der Universität Hamburg

Die Werner-von-Melle-Büste steht im Eingangsbereich des Hauptgebäudes der Universität Hamburg. Es handelt sich um einen Bronzeguss. Dargestellt ist der Hamburger Senator und spätere Bürgermeister Werner von Melle (1853–1937) in seiner Amtstracht. Von Melle war maßgeblicher Mitbegründer der Universität. Das Original der Büste entstand 1929 und ist die bedeutendste Portraitschöpfung des Hamburger Bildhauers Friedrich Wield (1880–1940). Wield war als Mitbegründer der Hamburger Sezession während der NS-Zeit der Verfolgung ausgesetzt.

## Zerstörung und Nachguss
Am 3. Mai 1977 wurde die Büste von Studenten entwendet. Es war vorgesehen, sie einzuschmelzen, um den Erlös für den bewaffneten Befreiungskampf des Volkes von Simbabwe zu spenden. Stattdessen wurde sie mit einem Schneidbrenner in Stücke zerlegt, die für 5 D-Mark verkauft wurden. Der Gesamterlös betrug 4000 D-Mark.
Von Melle galt unter linken Studenten als Ideologe einer ausbeuterischen Hamburger Kaufmannschaft, die sich in kolonialen Geschäften auf Kosten der einheimischen Bevölkerung bereichere.
Später wurde ein Nachguss angefertigt und die Büste erneut aufgestellt.